# Чечелівка
Че́челівка — село в Україні, у Гайсинському районі Вінницької області, у складі Гайсинської міської громади. Розташоване за 9 км на схід від міста Гайсин та за 2 км від автошляху М30. Населення становить 929 осіб (станом на 1 січня 2015 р.).

## Історія
7 (20) листопада 1917 року, відповідно до Третього Універсалу Української Центральної Ради, увійшло до складу Української Народної Республіки.
12 червня 2020 року, відповідно до розпорядження Кабінету Міністрів України № 707-р «Про визначення адміністративних центрів та затвердження територій територіальних громад Вінницької області», село увійшло до складу Гайсинської міської територіальної громади.
19 липня 2020 року, в результаті адміністративно-територіальної реформи та ліквідації Гайсинського району (1923—2020), село увійшло до складу новоутвореного Гайсинського району.

## Населення

### Мова
Розподіл населення за рідною мовою за даними перепису 2001 року:
| Мова       | Відсоток |
| ---------- | -------- |
| українська | 97,34%   |
| російська  | 2,13%    |

## Галерея

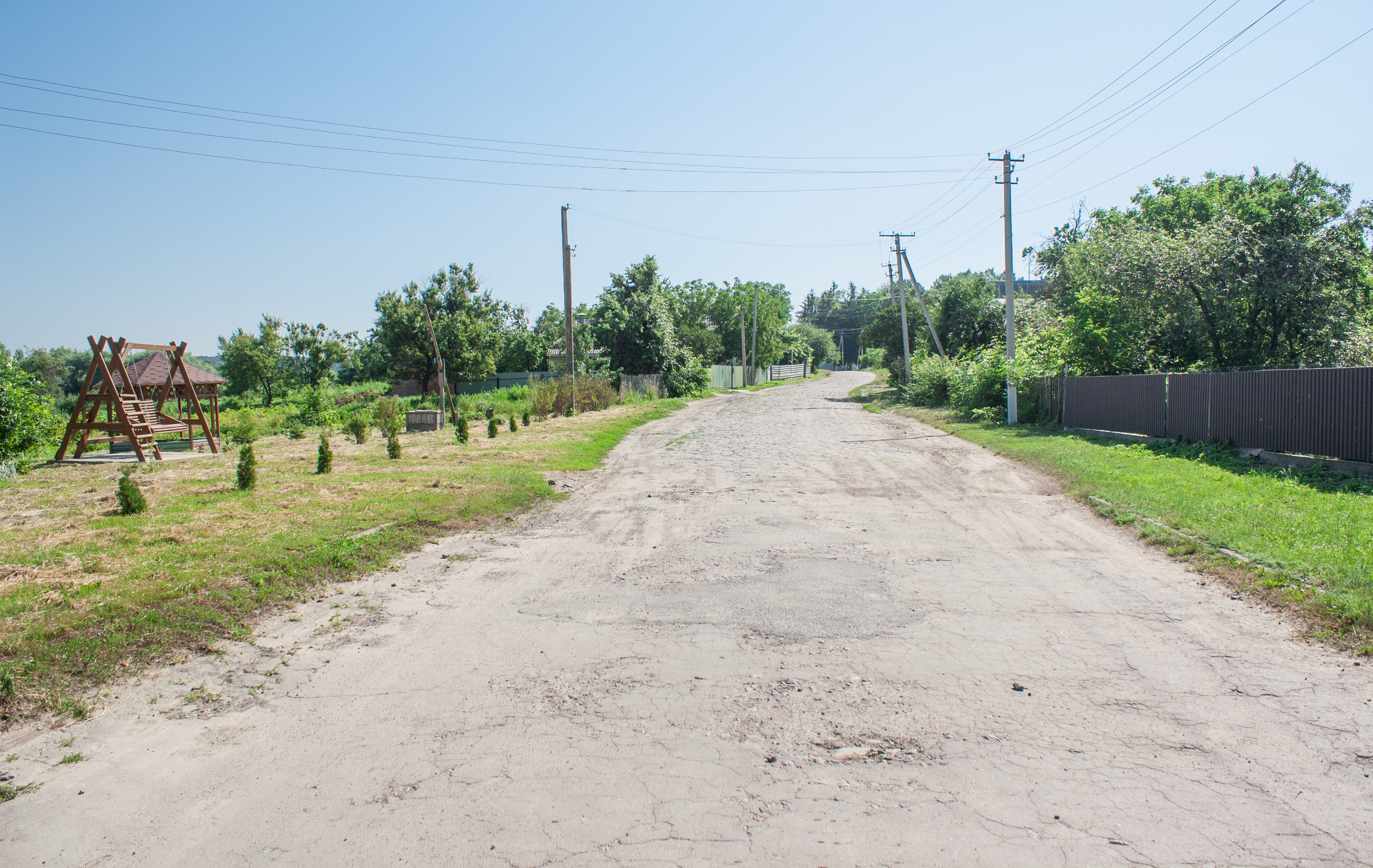
Вулиця В. Бабія
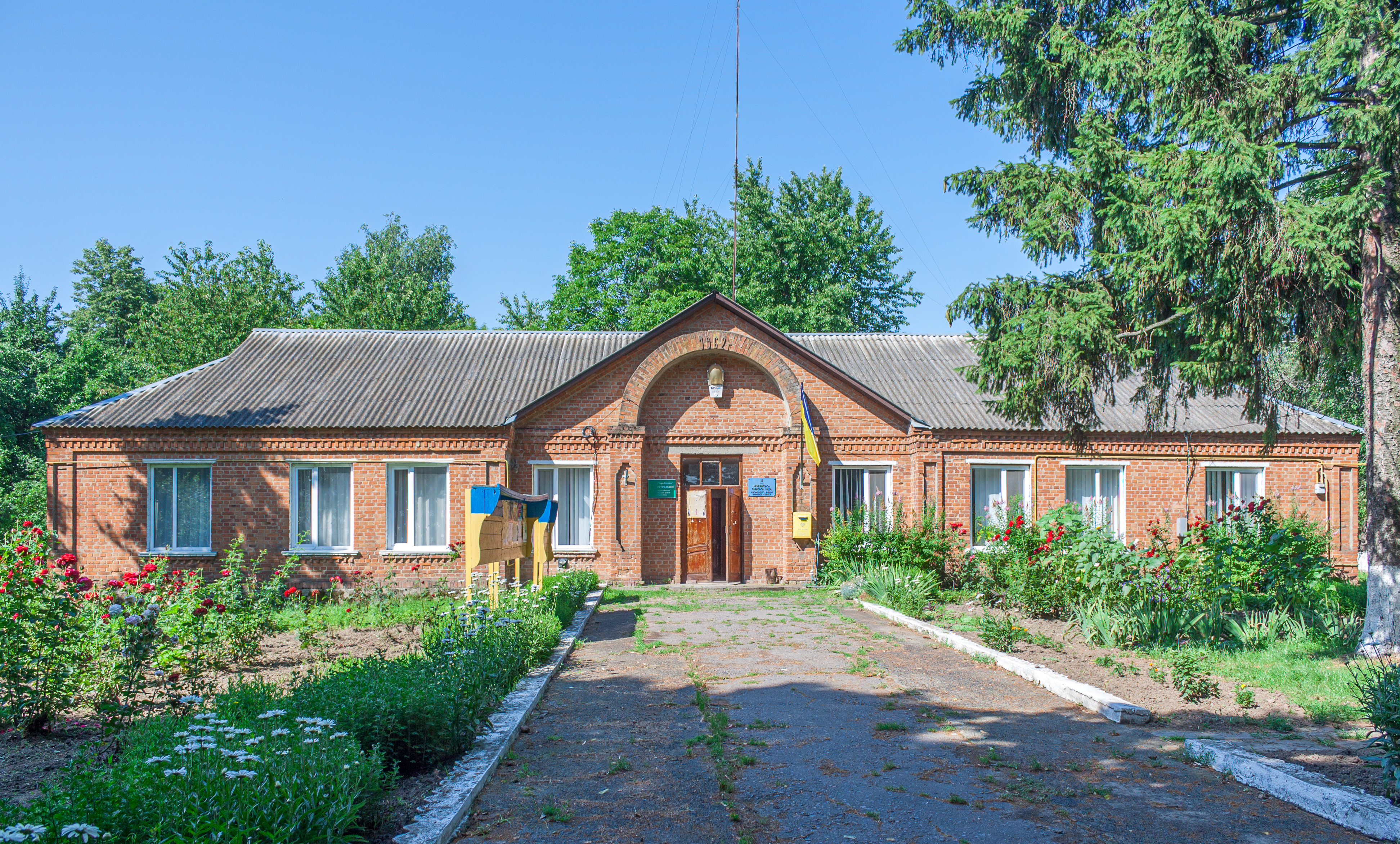
Сільрада
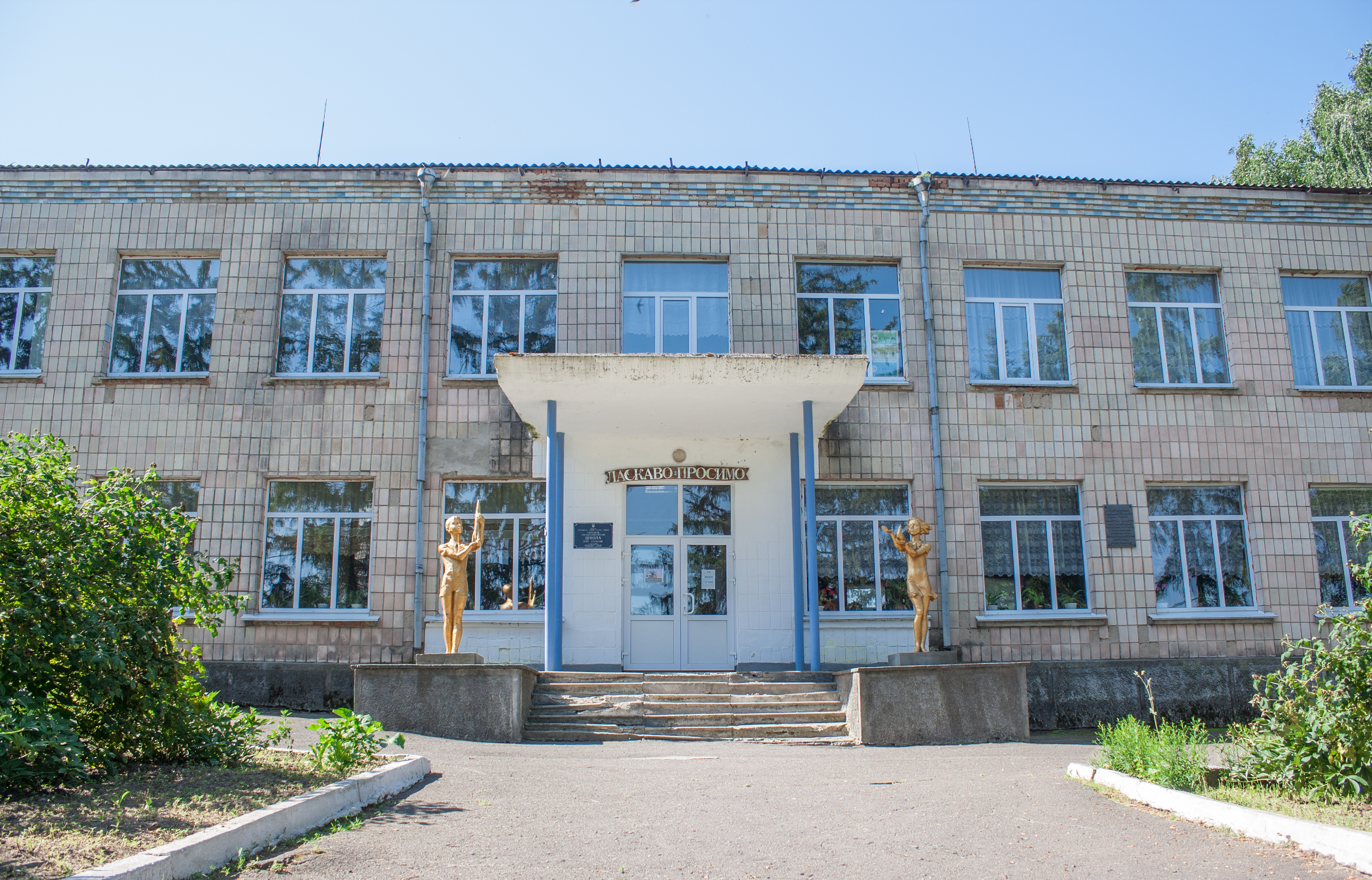
Школа
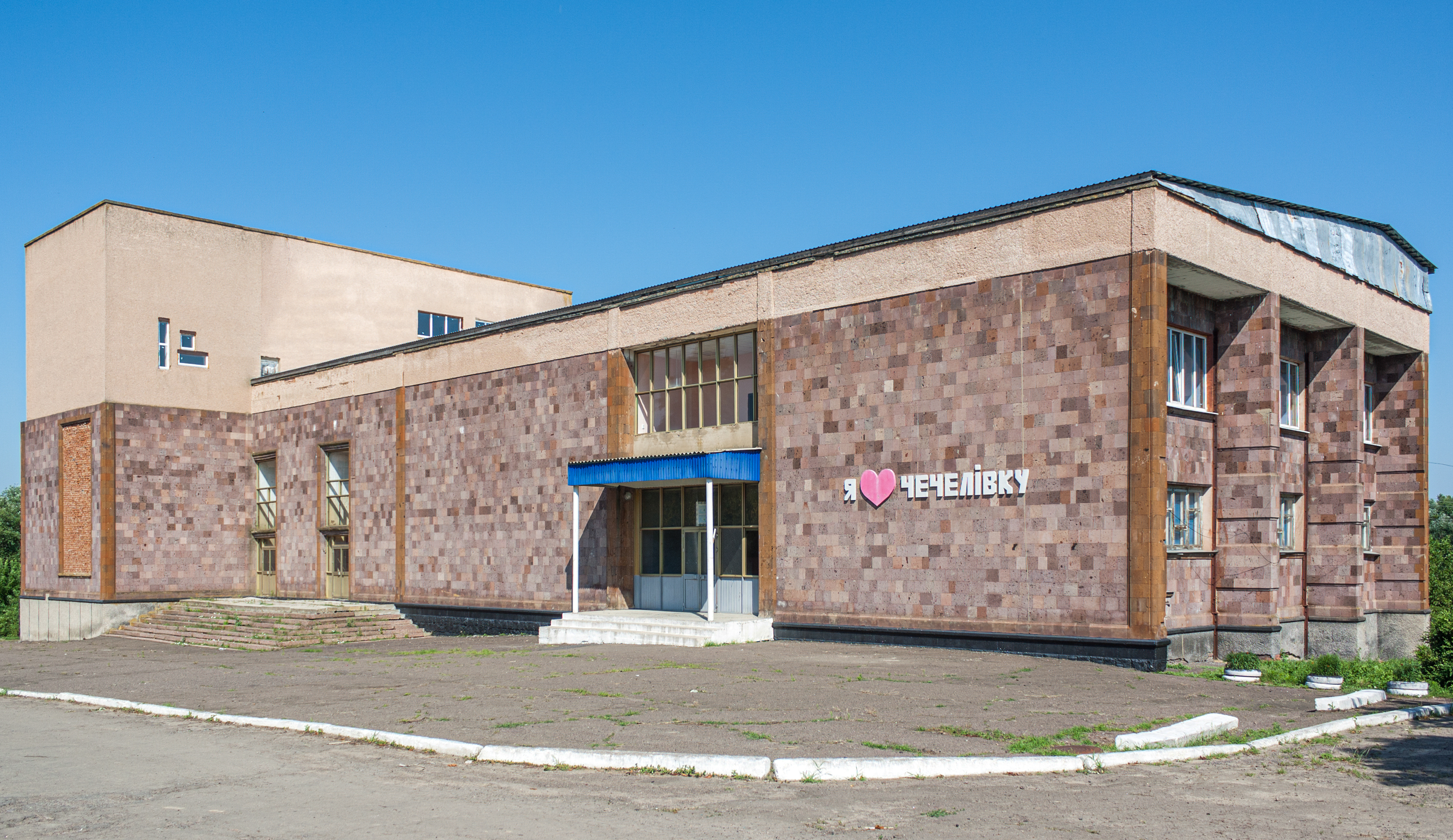
Будинок культури
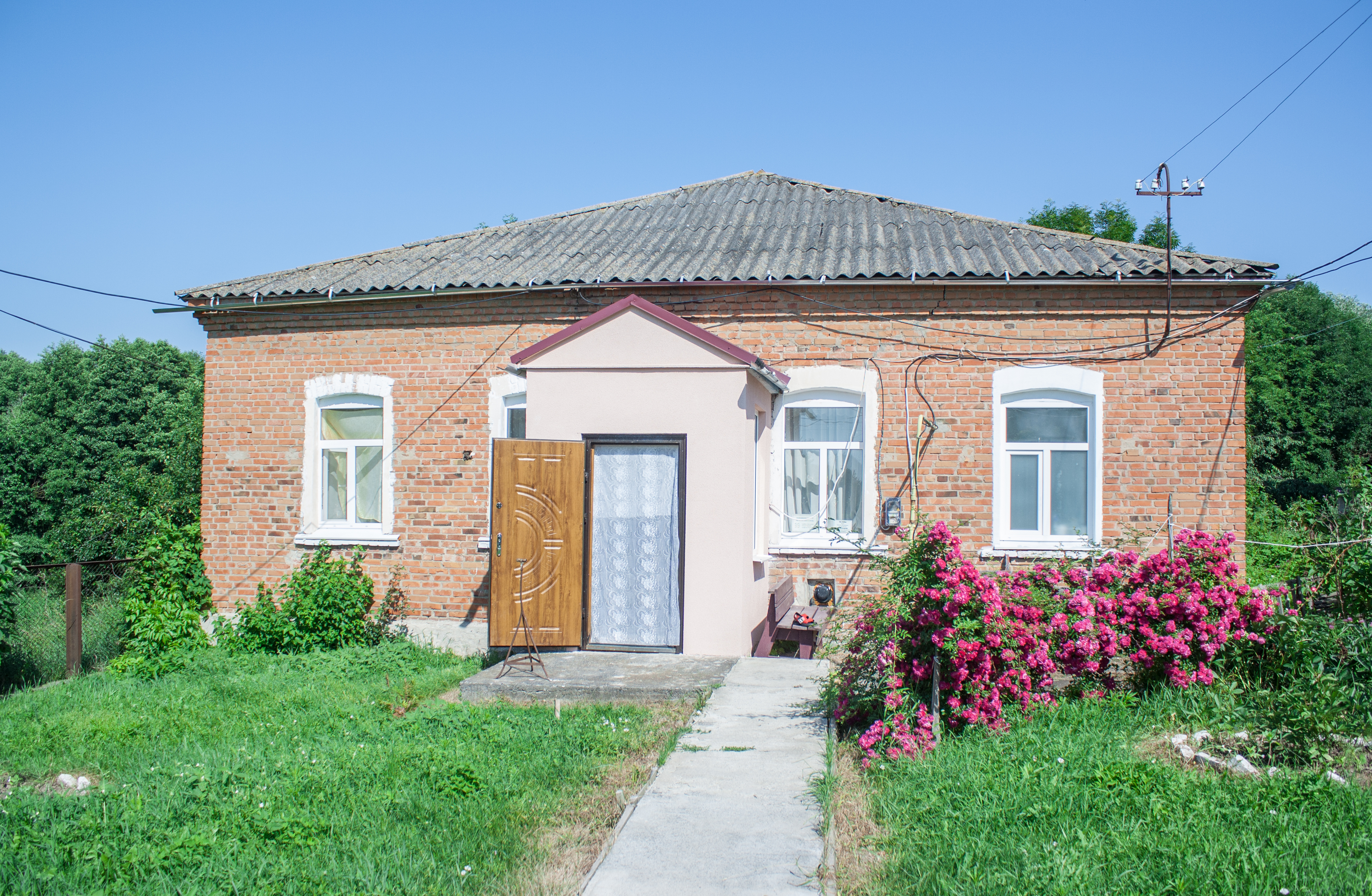
Фельдшерський пункт
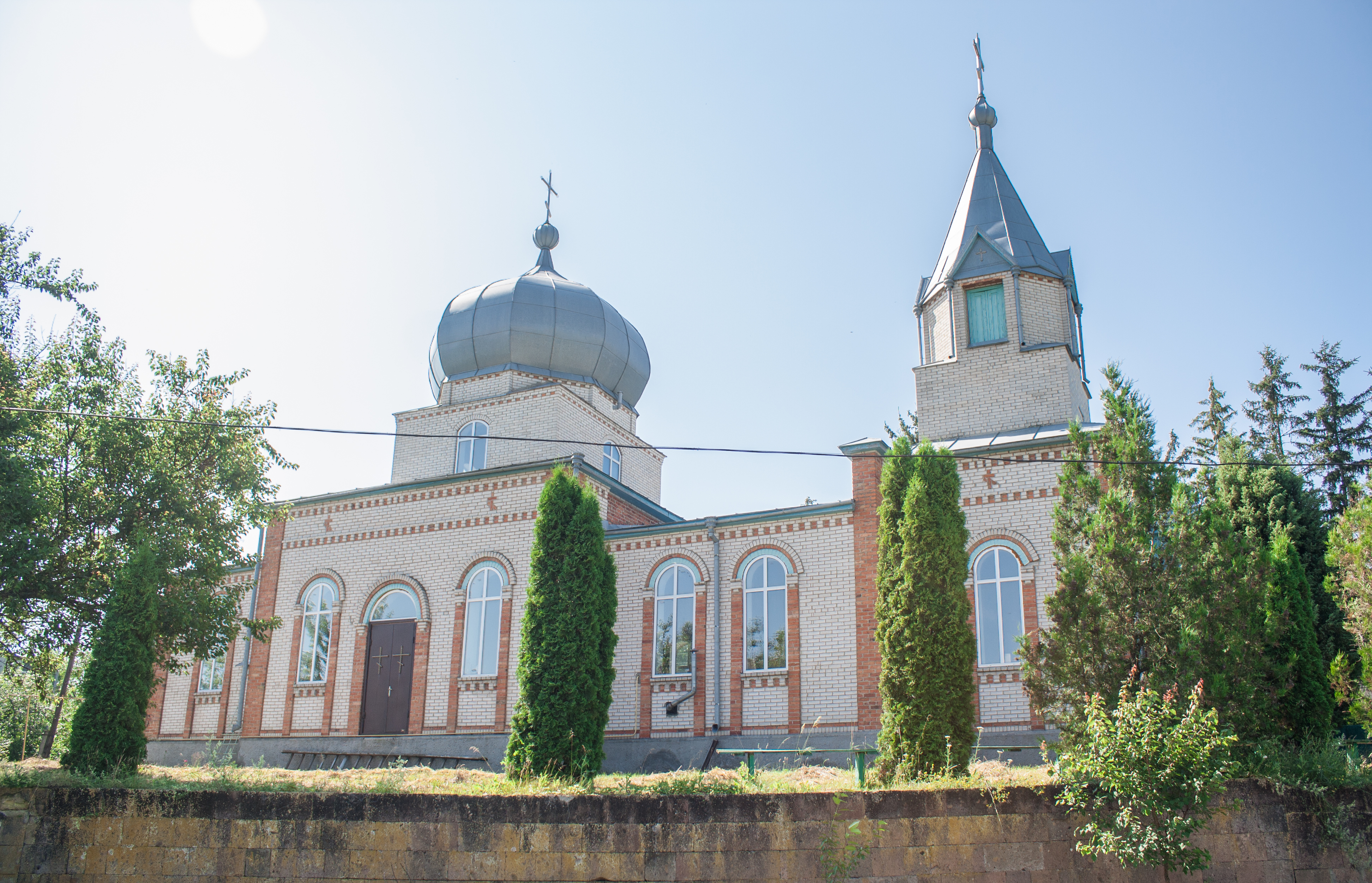
Церква
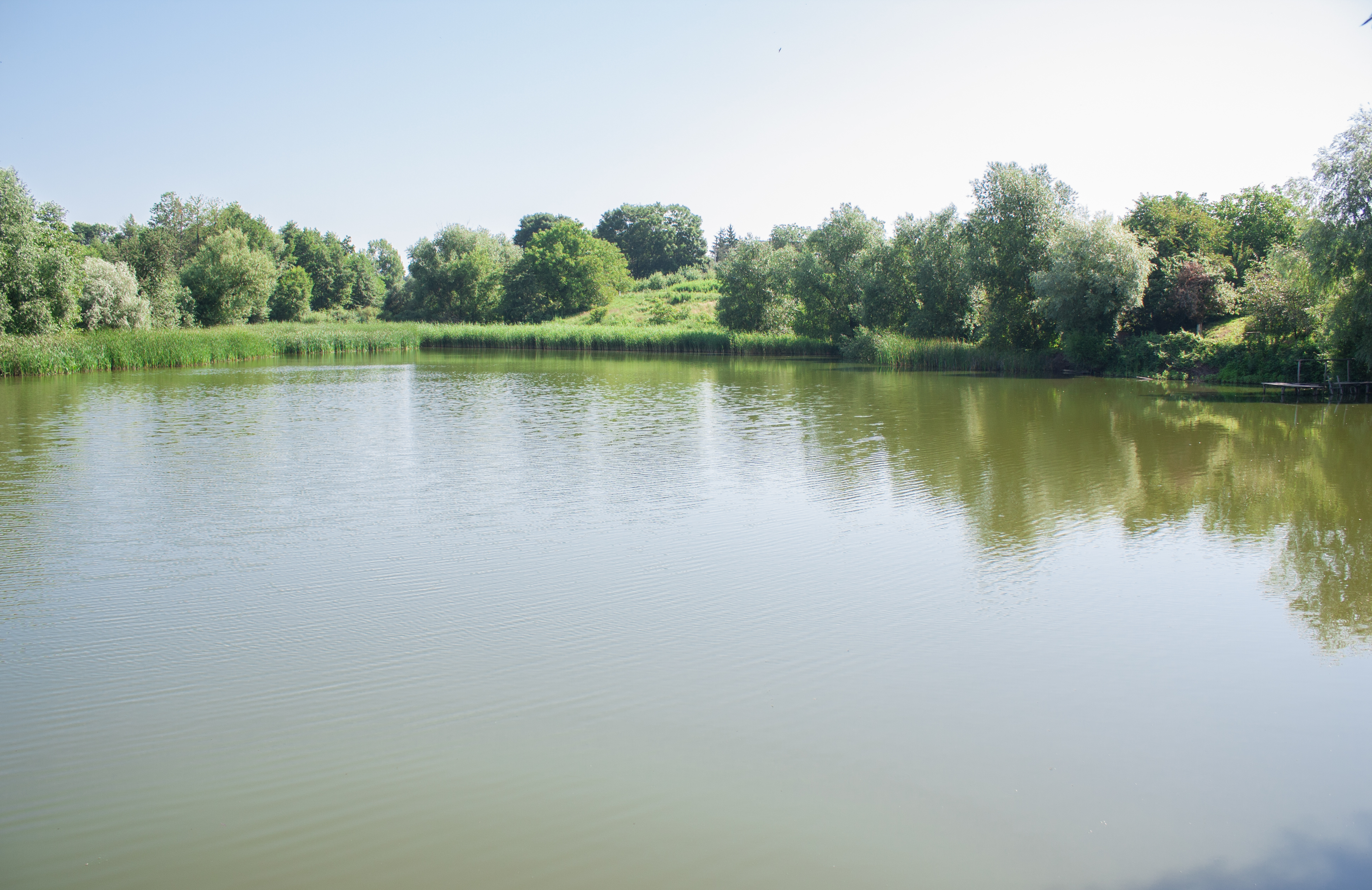
Ставок
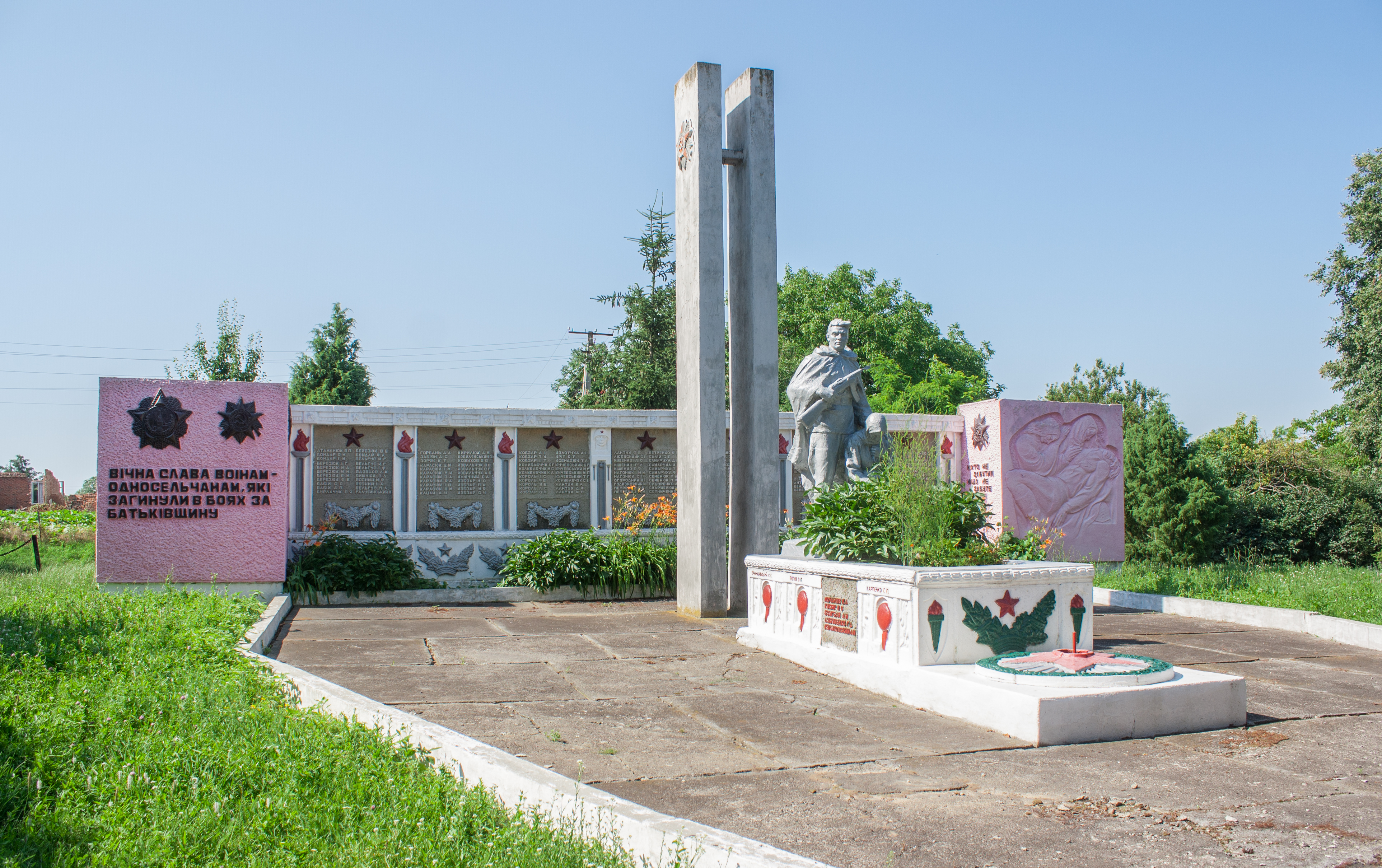
Братська могила радянських воїнів

## Відомі люди
- Бондар Пилип Мусійович (1911—1997) — український скульптор.
- Лантух Василь Іванович — український політик, народний депутат України.
- Шимон Конопацький — польський поет-романтик.